# Coupe des nations de saut d'obstacles 2012
Navigation
Édition précédente Édition suivante
La Coupe des nations de saut d'obstacles 2012 (en anglais FEI Nations Cup 2012), est la 10e édition du circuit Coupe des nations organisé par la FEI. Elle a lieu du 11 mai au 17 août 2012.

## Calendrier 2012
| \| La Baule-Escoublac Rome St-Gall Rotterdam Aix-la-Chapelle Falsterbo Hickstead Dublin \| Villes accueillant la coupe des nations de saut d'obstacles en 2012. |
| La Baule-Escoublac Rome St-Gall Rotterdam Aix-la-Chapelle Falsterbo Hickstead Dublin                                                                            |

| Date            | Lieu                                                              | Équipe vainqueur |
| --------------- | ----------------------------------------------------------------- | ---------------- |
| 11 mai 2012     | Jumping international de France La Baule, France CSIO-5* €200,000 | Belgique         |
| 25 mai 2012     | Rome, Italie CSIO-5* €200,000                                     | Allemagne        |
| 1er juin, 2012  | St-Gall, Suisse CSIO-5* €200,000                                  | Pays-Bas         |
| 22 juin 2012    | Rotterdam, Pays-Bas CSIO-5* €200,000                              | Allemagne        |
| 5 juillet 2012  | Aix-la-Chapelle, Allemagne CSIO-5* €200,000                       | France           |
| 13 juillet 2012 | Falsterbo, Suède CSIO-5* €200,000                                 | Suède            |
| 20 juillet 2012 | Hickstead, Royaume-Uni CSIO-5* €200,000                           | Irlande          |
| 17 août 2012    | Dublin, Irlande CSIO-5* €200,000                                  | Irlande          |

## Classement
|          | Équipe/Épreuve | Points | Points  | Points    | Points          | Points    | Points    | Points | Points | Total |
| La Baule | Équipe/Épreuve | Rome   | St-Gall | Rotterdam | Aix-la-Chapelle | Falsterbo | Hickstead | Dublin |        | Total |
| -------- | -------------- | ------ | ------- | --------- | --------------- | --------- | --------- | ------ | ------ | ----- |
| 1        | Allemagne      | 5      | 10      | 5         | 10              | 7         | 4         | 6      | 1      | 48    |
| 2        | France         | 1      | 5       | 2         | 6               | 10        | 6         | 7      | 7      | 44    |
| 3        | Irlande        | 3      | 1       | 3         | 5               | 6         | 1         | 10     | 10     | 39    |
| 4        | Royaume-Uni    | 3      | 3.5     | 6.5       | 3               | 4         | 7         | 5      | 6      | 38    |
| 5        | Suisse         | 3      | 7       | 6.5       | 4               | 5         | 5         | 1      | 3.5    | 35    |
| 6        | Pays-Bas       | 7      | 3.5     | 10        | 2               | 3         | 2         | 2      | 5      | 34.5  |
| 7        | Suède          | 6      | 2       | 1         | 7               | 2         | 10        | 3.5    | 2      | 33.5  |
| 8        | Belgique       | 10     | 6       | 4         | 1               | 1         | 3         | 3.5    | 3.5    | 32    |

- 7e et 8e : relégation en Promotional League

Le calcul des points s'effectue dans l'ordre suivant : 10 points pour l'équipe gagnante puis pour les suivants 7, 6, 5, 4, 3, 2 jusqu'à 1 point pour la huitième place. En cas d'égalité, les points des places occupés par les équipes concernées sont additionnés puis divisés à parts égales.